# Torrie Malik
Torrie Malik (* 3. April 2004 in Redhill) ist eine englische Squashspielerin.

## Karriere
Torrie Malik sicherte sich bereits bei den Junioren in allen Altersklassen den Titel bei den englischen bzw. britischen Meisterschaften. Sie begann ab 2021 regelmäßig auf der PSA World Tour zu spielen und gewann auf dieser bislang acht Turniere. Der erste Titelgewinn gelang ihr im November 2022 bei den Czech Open in Brünn. Auch die nächsten fünf folgten im Verlauf der Saison 2022/23. Ihre höchste Platzierung in der Weltrangliste erreichte sie mit Rang 50 am 23. September 2024.
Ihre Brüder Curtis und Perry sind ebenfalls Squashspieler.

## Erfolge
- Gewonnene PSA-Titel: 8